# 귀멸의 칼날: 합동 강화 훈련편
《귀멸의 칼날: 합동 강화 훈련편》(일본어: 鬼滅の刃 柱稽古編)은 고토게 코요하루의 만화 귀멸의 칼날을 원작으로 하는 TV 애니메이션 시리즈 중 제4기이다.

## 등장인물
- 카마도 탄지로 - 성우: 하나에 나츠키
- 카마도 네즈코 - 성우: 키토 아카리
- 아가츠마 젠이츠 - 성우: 시모노 히로
- 하시비라 이노스케 - 성우: 마츠오카 요시츠구
- 우즈이 텐겐 - 성우: 코니시 카츠유키
- 토키토 무이치로 - 성우 : 카와니시 켄고
- 칸로지 미츠리 - 성우 : 하나자와 카나
- 칸자키 아오이 - 성우 : 에하라 유리